# Именование белорусского государства на русском языке
Споры о наименовании белорусского государства на русском языке «Беларусью» или «Белоруссией» возникли в России в первой половине 1990-х годов в связи с тем, что Белорусская ССР 19 сентября 1991 года законом «О названии Белорусской Советской Социалистической Республики» сменила своё название на «Республика Беларусь» (краткая форма — «Беларусь»).
Оба названия — и «Беларусь», и «Белоруссия» — в России являются вариантом нормы, что не только было зафиксировано в словарях, но и подтверждено в 2011 г. письмом Института русского языка РАН. В текстах российских СМИ в 2011—2015 гг. частотности обоих вариантов были близки («Беларусь» — 43 %, «Белоруссия» — 57 %). Споры о единственно правильном варианте топонима в российском обществе велись в основном между россиянами и белорусами.
В настоящее время "Белоруссия" считается устаревшим, на сайте посольства РБ в КНР можно найти следующую информацию "...название «Беларусь» полностью соответствует Конституции Республики Беларусь и документам ООН, включая издание «Терминологический бюллетень No.347/Rev.1: Названия стран» , где закреплены официальные названия белорусского государства: полная форма – Республика Беларусь, сокращенная форма – Беларусь. Кроме того, пунктом 1 Закона Республики Беларусь от №1085 от 19 сентября 1991 года установлено: «Белорусскую Советскую Социалистическую Республику впредь называть «Республика Беларусь», а в сокращенных и составных названиях – «Беларусь». Установить, что эти названия транслитерируются на другие языки в соответствии с белорусским звучанием». По принципу транслитерации на английском, немецком, итальянском, французском, японском, корейском и других языках используется наименование «Беларусь» "
Внутри русскоязычной Википедии в 2025 году было принято решение называть страну «Беларусь», что получило огласку в СМИ.

## Происхождение топонима
Название «Беларусь», как и «Белоруссия», происходит от словосочетания Белая Русь (лат. Russia Alba, лат. Ruthenia Alba), вошедшего в западноевропейскую картографическую и географическую традицию с XVI века, при этом восточнославянские территории подразделялись на области с «колористическими» хоронимами: Белая, Красная и Чёрная Русь; к этому цветовому делению также добавлялось деление на Великую и Малую Русь, заимствованное из византийской традиции. Территориально однозначную локализацию в этих источниках имела только Rubra Russia, или Rut(h)enia — Красная, или Червоная Русь, идентифицировавшаяся с Галицией и, иногда, Волынью, тогда как Белую и Чёрную Русь в различных трудах и картах относили как к Великому княжеству Литовскому, так и к Северо-Восточной Руси.
В современных восточнославянских языках топонимы «Беларусь» и «Белоруссия» являются экзоглоссными кальками — они, наряду с «колористическими» хоронимами восточнославянских земель, были заимствованы у поляков белорусскими и украинскими авторами, а через них попали в Россию, где в XVII веке хоронимы начали использоваться в канцелярско-дипломатической практике. К примеру, историк Олег Латышонок приводит в качестве примера первый случай употребления термина «Белорусия» в такой форме в письме украинского наказного гетмана Ивана Золотаренко московскому царю от 29 сентября 1654 года. Окончательное закрепление за территорией нынешнего белорусского государства топонима «Белая Русь» и прекращение синонимического употребления хоронима «Чёрная Русь» произошло в XVIII веке.
Термин «Белоруссия» используется в русском языке со второй половины XVIII века, в частности он используется в «Новом и полном географическом словаре Российского государства» (1788).
Широко термин «Белоруссия» используется в романе Булгарина «Иван Выжигин» (1829), где связывается с «бывшей Польшей».

## Название государства до 1991 года
В XX веке для разных государственных образований это название употреблялось в вариантах Белорусская Народная Республика, Литовско-Белорусская Советская Социалистическая Республика, Социалистическая Советская Республика Белоруссия, Белорусская Советская Социалистическая Республика. Последнее наименование относится к периоду с 30 декабря 1922 по 19 сентября 1991 года (не считая перемены мест второго и третьего слов в 1936 году).

## Переименование БССР
19 сентября 1991 года Белорусская Советская Социалистическая Республика информировала ООН об изменении её названия на «Беларусь». Основанием стал принятый в этот же день закон № 1085-XII «О названии Белорусской Советской Социалистической Республики». В этом законе Верховный Совет постановил: «Белорусскую Советскую Социалистическую Республику впредь называть „Республика Беларусь“, а в сокращённых и составных названиях — „Беларусь“. Установить, что эти названия транслитерируются на другие языки в соответствии с белорусским звучанием».
Конституция Республики Беларусь 1994 года официально издавалась не только на белорусском, но и на русском языке, который только в 1995 году наряду с белорусским был объявлен государственным. Однако и до того, как русский язык получил статус государственного, в официальном русскоязычном издании белорусской конституции использовалось название «Беларусь» («Республика Беларусь»). Термин «Белоруссия» более не сохраняется даже в традиционных наименованиях (к примеру, центральная белорусская газета, долгое время носившая наименование «Советская Белоруссия», сейчас переименована в «Беларусь сегодня»).

## В России
В России употребляются оба варианта названия — как «Беларусь», так и «Белоруссия». При этом в обиходе и в СМИ оба названия используются с близкой частотностью.

## Кодификация названия «Беларусь» в РФ
Название «Беларусь» в ряде нормативных документов РФ было кодифицировано в конце 1990-х — начале 2000-х:
- 27 декабря 1995 года был утверждён Общероссийский классификатор стран мира (ОКСМ), в котором содержалось название «Белоруссия (Республика Белоруссия)»[12];
- 14 декабря 2001 года постановлением Госстандарта России № 529-ст был введён в действие новый ОКСМ, в соответствии с которым полное наименование белорусского государства — «Республика Беларусь», сокращённое — «Беларусь»[13];
- 17 августа 1995 года заместитель руководителя Администрации президента России Сергей Красавченко издал Распоряжение № 1495 «О написании названий государств — бывших республик СССР и их столиц». Согласно данному распоряжению, следовало «использовать в документах, создаваемых в Администрации Президента Российской Федерации, в служебной переписке и официальных переговорах» варианты «Белоруссия» и «Республика Белоруссия». При этом Виктор Черномырдин указал, что следует «разрешить при подписании международных договоров и других документов учитывать при необходимости пожелания контрагентов по написанию упомянутых названий»[14].

Результатом стало продолжение использования в официальных российских и международных документах обеих форм («Беларусь» и «Белоруссия»).

### Особенности употребления вразных стилях речи
В 2001 году был издан учебник для вузов «Русский язык и культура речи» под редакцией доктора филологических наук Владимира Максимова, в котором говорилось, что произношение и написание наименования белорусского государства как «Беларусь» является чуждым для русского языка. В учебнике рекомендовалось в официальных документах писать «Беларусь», а в обычных случаях — «Белоруссия».
По мнению справочной службы сайта Грамота.ру, при официальном употреблении правильное название — «Беларусь», при неофициальном — «Белоруссия». Сфера употребления формы «Белоруссия», по мнению справочной службы, — обиходная (неофициальная) устная и письменная речь (газетные тексты и т. п.).
Доктор филологических наук, заведующий отделом экспериментальных исследований речи Института языкознания РАН Кирилл Сигал считает, что сложилась следующая практика: «в правительственных документах и дипломатических документах используется топоним „Беларусь“, а в СМИ и других сферах неформального общения — „Белоруссия“».
Старший научный сотрудник Института языкознания РАН Юрий Коряков в 2002 году в своей кандидатской диссертации «Языковая ситуация в Белоруссии и типология языковых ситуаций» писал, что в силу белорусских законов, устанавливающих, что слово «Беларусь» должно произноситься в других языках в соответствии с его белорусской формой, «в самой Белоруссии в русском языке, как письменном, так и устном, употребляется форма „Беларусь“». В России же, по словам Корякова, используются обе формы — и «Беларусь», и «Белоруссия». В своей диссертации для наименования белорусского государства Коряков использовал слово «Белоруссия», которое он охарактеризовал как «более традиционный вариант».

### Некоторые высказывания в РФ о «неправильности» и «неестественности» названия «Беларусь»
По мнению кандидата филологических наук А. Ю. Мусорина, возникновение в начале 1990-х годов дублета «Белоруссия» — «Беларусь» для наименования белорусского государства произошло не в результате естественного развития лексики русского языка, а было инспирировано носителями белорусского языка. В значительной степени это было вызвано тем, что русский язык был и остаётся для белорусского народа языком межнационального общения, важным средством коммуникации.
В 2006 году в Москве вышел «Словарь социолингвистических терминов», утверждённый к печати учёным советом Института языкознания РАН. В этом словаре высказываемое белорусскими властями требование именовать белорусское государство как «Беларусь» приводится в качестве примера структурной языковой экспансии — «требования распространить некоторые нормы правописания и произношения собственных имён в государственном языке на другие языки».
По мнению доктора филологических наук, заведующего кафедрой исторического языкознания Омского государственного университета Б. И. Осипова, акцентирование национального вопроса в постсоветское время привело к тому, что некоторые государства стали настаивать на новом наименовании этих стран по-русски. В качестве одного из примеров Осипов привёл требование о наименовании белорусского государства как «Беларуси» вместо «Белоруссии». По мнению Осипова, претензии такого рода не имеют ни лингвистической, ни юридической почвы, а политические деятели в данном случае посягают на синонимические ряды, сложившиеся в русском языке, что вряд ли можно считать правомерными полномочиями или необходимостью для политиков.
Обсуждая реформу в словарях русского языка с 1 сентября 2009 года, доктор филологических наук, заведующий отделом современного русского языка и заместитель директора по образовательным проектам Института русского языка Леонид Крысин заявил, что, несмотря на более правильное, на его взгляд, для русского языка название «Белоруссия», «Беларусь» является самоназванием и «для политической корректности нужно употреблять» именно это название. По мнению Крысина, существует тенденция к употреблению названий государств согласно требованиям политкорректности.
В 2009 году кандидат филологических наук, старший научный сотрудник Института русского языка РАН Ирина Левонтина писала, что слово «Беларусь» сильно противоречит русской орфографии, в которой нет соединительной гласной «а», и негативно оценила действия белорусских и российских властей, рекомендовавших именовать белорусское государство «Беларусью».

### Прочее
На заседании государств — членов ОДКБ в Москве 23 декабря 2014 года президент Беларуси Александр Лукашенко сидел за столом с табличкой «Республика Белоруссия». Этот факт был отмечен оппозиционным политиком Владимиром Некляевым в прессе, в частности о нём писала «Наша нива».
Десять лет спустя на заседании Высшего Евразийского экономического совета президент Беларуси Александр Лукашенко сидел за столом с табличкой «Республика Беларусь».

## Судебное разбирательство
22 августа 2014 года Кирилл Лапинский, гражданин Беларуси, уроженец города Бобруйска, проживавший и работавший в Москве, подал в Симоновский районный суд города Москвы иск на российские СМИ ООО «Лента. Ру», ОАО «РБК», МИА «Россия сегодня» в связи с тем, что те используют некорректную, по мнению истца, форму названия страны «Белоруссия». 16 декабря 2014 года Симоновским районным судом города Москвы Кириллу Лапинскому было отказано в удовлетворении иска.
Тот же истец подал новый иск (с несколько изменёнными формулировками), но суд вновь отказал в удовлетворении иска. Юристы, анализируя аргументацию истца, отмечали, что содержащаяся в иске апелляция к тексту белорусской конституции, использующей понятие «Республика Беларусь», а также к белорусскому закону 1991 года «О названии Белорусской Советской Социалистической Республики», установившему название государства «Республика Беларусь» и предписавшему обязательную транслитерацию названия государства на другие языки в соответствии с белорусским звучанием, не могут иметь доказательственного значения в российском суде.
Третий иск того же истца и по тому же самому вопросу был снова отклонён судом. При этом сам истец, по его словам, признавал юридическую обоснованность своего иска «откровенно слабой».

## Белорусско-российские дискуссии
В 2009 году Министерство юстиции Республики Беларусь обратилась к российской стороне с просьбой признать единственно правильной форму наименования «Беларусь» («Республика Беларусь»). Учёный секретарь Института русского языка РАН, специалист по русской и славянской диалектологии и лингвогеографии Владимир Пыхов прокомментировал эту просьбу, объяснив, что, по его мнению, единственной однозначной языковой нормой наименования белорусского государства на русском языке является вариант «Белоруссия», которого и надо придерживаться, в частности, в обиходной речи и средствах массовой информации. Он также считает, что поступившие рекомендации «о замене „Белоруссии“ на „Беларусь“ политически мотивированы, а потому вряд ли стоит делать это нормативом, так как политика не должна превалировать над языком». При этом в словаре Ожегова, изданном Институтом русского языка в 2002 году, в словарных статьях «Белорусский» и «Белорусы» применяются оба варианта — «Беларусь» и «Белоруссия».
Однако в феврале 2011 года в письме за подписью заведующего отделом современного русского языка Учреждения Российской академии наук Института русского языка им. В. В. Виноградова РАН, доктора филологических наук профессора Леонида Крысина была высказана следующая официальная позиция ИРЯ РАН:

«Оба наименования — Белоруссия и Беларусь — имеют право на существование и употребление в современном русском литературном языке. Однако эти наименования имеют разный функциональный статус:
Беларусь, наряду с наименованием государства Республика Беларусь, — официальное название государства, зафиксированное в дипломатических документах на русском языке. Следовательно, во всех официальных ситуациях и официальных текстах можно рекомендовать употреблять наименование Беларусь (или Республика Беларусь). Это касается таких функциональных сфер использования русского языка, как законотворчество, … публичные выступления в парламенте и других официальных учреждениях, наука, образование, средства массовой информации и др.

Белоруссия — неофициальное наименование. Оно употребляется преимущественно в бытовой сфере общения…»
Некоторые белорусские филологи публично высказывались в поддержку введения слова «Беларусь» в русскоязычный оборот. В частности, кандидат филологических наук, старший научный сотрудник Института языкознания им. Я. Коласа Александр Шабловский утверждает:

Введение в русскоязычный оборот слова «Беларусь» считаю полностью правомерным и оправданным. Что касается рекомендаций Института русского языка, то у нас в Беларуси свой ориентир — Институт языкознания имени Якуба Коласа. И в этом вопросе мы все придерживаемся совершенно определённой позиции: только Беларусь! Россиянам, естественно, мы диктовать не можем.
Аналогичного мнения придерживается Адам Мальдис, доктор филологических наук, профессор, почётный председатель Международной ассоциации белорусистов. Он ссылается также на заключение топонимической комиссии ООН, в котором указано, что белорусские названия на иностранных картах должны транслитерировать белорусскую форму написания.
На объединённой коллегии министерств юстиции Российской Федерации и Республики Беларусь в 2009 году была принята рекомендация использовать наименование «Беларусь». Эта рекомендация была адресована российским СМИ, министерствам и ведомствам. По мнению министра юстиции России, вопрос об использовании официального названия Республики Беларусь «является не полемическим, а сугубо техническим». Он добавил, что употребление названия «Белоруссия» никак не связано с неким пренебрежением к братской стране — скорее, речь идёт об исторической привычке, а не форме великодержавного шовинизма. В сообществе журналистов России это решение вызвало неоднозначную реакцию. Однако приоритет в выборе между названиями российские журналисты отдают филологам, так как не видят резона следовать таким рекомендациям объединённой коллегии министерств юстиций двух стран. Секретарь Союза журналистов России Михаил Федотов прокомментировал ответ своих коллег:

«Рекомендовать может кто угодно, кому угодно и что угодно, но произносить названия государств нужно так, как следует из русского языка. И если филологи скажут, что нужно говорить Беларусь, — хорошо, значит, Беларусь. […] В принципе, единообразие здесь целесообразно, но опять же — это дело филологов, а не министерства юстиции».
В том же 2009 году президент России Дмитрий Медведев заявил следующее: «Беларусь — а я настаиваю именно на таком произношении [названия] этого братского государства, — самостоятельное суверенное государство со всеми соответствующими атрибутами». Комментируя это заявление, журнал «Коммерсант-Власть» отмечал, что ранее в подавляющем большинстве случаев Дмитрий Медведев использовал в качестве названия белорусского государства слово «Белоруссия», а не «Беларусь».
В 2014 году в твиттер-аккаунте МИД Республики Беларусь было опубликовано обращение, призывающее лиц, ведущих твиттер ООН на русском языке, использовать в официальном контексте название «Республика Беларусь».
В Республике Беларусь повсеместно используется официальное название государства.

## В русской Википедии
Данная проблема стала также предметом продолжительных и часто острых дискуссий в русском разделе Википедии.
Статья «Беларусь» была создана 16 января 2003 года, но в 2004 году в тексте статьи стало преобладать написание «Белоруссия» при сохранении названия «Беларусь». В 2005 году статья получила название «Белоруссия». В ходе дискуссии о названии, начавшейся в сентябре 2010 года, 30 января 2011 года статья была вновь переименована в «Беларусь». Основным аргументом за это решение было преобладание названия «Беларусь» в источниках, в частности, в официальной и дипломатической практике.
Арбитражный комитет русскоязычного раздела Википедии 28 мая 2011 года вернул статье название «Белоруссия» и сформировал рабочую группу, которая в течение года не смогла принять никакого решения. Ещё одна рабочая группа, сформированная в 2012 году, охарактеризовала ситуацию с наименованием белорусского государства как «наличие двойной нормы» и решила отдать предпочтение «консервативному варианту» («Белоруссия»), допустив исключение для статей об объектах, имеющих зафиксированное в источниках официальное наименование (например, президент Республики Беларусь).
В декабре 2013 года на сайте change.org житель Минска Никита Романовский инициировал петицию к «администрации русской Википедии» с требованием изменить название статьи «Белоруссия» на «Беларусь». С декабря 2013 по февраль 2019 года петицию подписали более 82 тыс. посетителей данного сайта.
В январе 2025 года по решению рабочей группы русской Википедии статья «Белоруссия» была переименована в «Беларусь».